# 1203 Нанна
1203 Нанна (1203 Nanna) — астероїд головного поясу, відкритий 5 жовтня 1931 року.
Тіссеранів параметр щодо Юпітера — 3,238.